# Aeropuerto Internacional de Yangyang
El Aeropuerto Internacional de Yangyang (Hangul: 양양 국제 공항, Hanja: 襄陽國際空港, Coreano: Yangyang Gukje Gonghang, McCune-Reischauer: Yangyang Kukche Konghang) (IATA: YNY, OACI: RKNY) es un pequeño aeropuerto internacional en el noreste de Corea del Sur. Está ubicado en el Condado de Yangyang, provincia de Gangwon y da servicio a las ciudades vecinas de Sokcho y Gangneung, a las cuales reemplaza a sus respectivos aeropuertos. Los turistas con destino al parque nacional de Seoraksan también utilizan el Aeropuerto Internacional de Yangyang. Hay vuelos chárter ocasionales a China, Japón, y Taiwán. China Eastern y China Southern anteriormente operaban en el aeropuerto. 
En 2007, 33.686 pasajeros utilizaron el aeropuerto.
El último vuelo en el Aeropuerto Internacional de Yangyang tuvo lugar el 1 de noviembre de 2008, según Korea Airport Corporation, y actualmente se plantea venderlo o cerrarlo.